# Světový pohár v biatlonu 2014/2015 – Anterselva
6. podnik Světového poháru v biatlonu v sezóně 2014/15 se konal od 22. do 25. ledna 2015 v italském Antholzi (italsky Anterselva). Na programu podniku byly závody ve sprintech, stíhací závody a mužské a ženské štafety.
V Antholzi se českým reprezentantům sice nepodařilo získat v závodech jednotlivců žádnou medaili; získala ji však štafeta žen, která se tak umístila na stupních vítězů ve všech závodech této sezóny. V prvních úsecích zvládly Eva Puskarčíková i Gabriela Soukalová nejlépe neobvykle silně větrné podmínky při střelbách. Jitka Landová sice na střelnici spotřebovala všech 16 nábojů, ale po celkově dobrém výkonu předala na 7. místě Veronice Vítkové, která potvrdila, že v tomto ročníku disponuje tradičně velmi rychlým během. Česká štafeta tak zvládla nejlépe střelbu – jako jediná nemusela na trestné kolo (např. slovenská štafeta jich běžela deset). To jí pomohlo k druhému místu za Němkami, které výborně střílely hlavně v druhé polovině závodu.
V individuálních závodech žen běžela Veronika Vítková také velmi dobře, ale nedařila se jí střelba; naopak Gabriela Soukalová střílela dobře, ale ve vysoké nadmořské výšce (závody se zde jezdí v 1700 m n. m.) se jí podle jejích vlastních slov neběželo dobře. Ani Ondřej Moravec neběžel nejlépe a i když ve sprintu zastřílel čistě, skončil desátý; v následném stíhacím závodu pak o jednu příčku horší. Závody se podle reprezentačního trenéra Marka Lejska povedly Michalu Krčmářovi, který v obou skončil do 25. místa. Biatlon v Antholzi ovládli Němec Schempp a Běloruska Domračevová – oba vyhráli celkem tři závody v řadě za sebou.

## Program závodů
Program podle oficiálních stránek.
| Datum     | Disciplína           | Začátek (SEČ) | Počet závodníků |
| --------- | -------------------- | ------------- | --------------- |
| 22. ledna | Sprint (muži)        | 14:30         | 102             |
| 23. ledna | Sprint (ženy)        | 14:30         | 95              |
| 24. ledna | Stíhací závod (muži) | 13:30         | 53              |
| 24. ledna | Stíhací závod (ženy) | 15:30         | 52              |
| 25. ledna | Štafeta (muži)       | 10:45         | 23 týmů         |
| 25. ledna | Štafeta (ženy)       | 15:00         | 20 týmů         |

## Pořadí zemí
| Pořadí | Země      | 1. místo | 2. místo | 3. místo | Celkově |
| ------ | --------- | -------- | -------- | -------- | ------- |
| 1.     | Německo   | 3        | 1        | 1        | 5       |
| 2.     | Bělorusko | 2        | 0        | 0        | 2       |
| 3.     | Norsko    | 1        | 0        | 0        | 1       |
| 4.     | Rusko     | 0        | 2        | 1        | 3       |
| 5.     | Finsko    | 0        | 1        | 1        | 2       |
| 6.     | Česko     | 0        | 1        | 0        | 1       |
| 6.     | Rakousko  | 0        | 1        | 0        | 1       |
| 8.     | Francie   | 0        | 0        | 1        | 1       |
| 8.     | Slovinsko | 0        | 0        | 1        | 1       |
| 8.     | Ukrajina  | 0        | 0        | 1        | 1       |
|        | Celkem    | 6        | 6        | 6        | 18      |

## Umístění na stupních vítězů

### Muži
| Disciplína              | První místo                                                                    | Výkon     | Druhé místo                                                | Výkon     | Třetí místo                                                                          | Výkon     |
| Sprint (10 km)          | Simon Schempp                                                                  | 23:18,8   | Jevgenij Garaničev                                         | 23:32,8   | Jakov Fak                                                                            | 23:38,9   |
| Stíhací závod (12,5 km) | Simon Schempp                                                                  | 31:27,9   | Simon Eder                                                 | 31:28,0   | Jevgenij Garaničev                                                                   | 31:29,0   |
| Štafeta (4×7,5 km)      | Norsko Ole Einar Bjørndalen Tarjei Bø Johannes Thingnes Bø Emil Hegle Svendsen | 1:15:36,7 | Německo Erik Lesser Daniel Böhm Arnd Peiffer Simon Schempp | 1:15:53,1 | Francie Simon Fourcade Quentin Fillon Maillet Simon Desthieux Jean-Guillaume Béatrix | 1:16:18,7 |

### Ženy
| Disciplína            | První místo                                                                            | Výkon     | Druhé místo                                                              | Výkon     | Třetí místo                                                                     | Výkon     |
| Sprint (7,5 km)       | Darja Domračevová                                                                      | 19:57,8   | Kaisa Mäkäräinenová                                                      | 20:24,7   | Laura Dahlmeierová                                                              | 20:48,2   |
| Stíhací závod (10 km) | Darja Domračevová                                                                      | 30:58,5   | Darja Virolajnenová                                                      | 32:19,5   | Kaisa Mäkäräinenová                                                             | 32:27,5   |
| Štafeta (4×6 km)      | Německo Franziska Hildebrandová Franziska Preussová Luise Kummerová Laura Dahlmeierová | 1:18:47,7 | Česko Eva Puskarčíková‎ Gabriela Soukalová‎ Jitka Landová Veronika Vítková‎ | 1:19:22,7 | Ukrajina Julija Džymová Natalja Burdygová Olga Abramovová Valentyna Semerenková | 1:19:33,0 |